# Kreiskrankenhaus Rheinfelden (Baden)

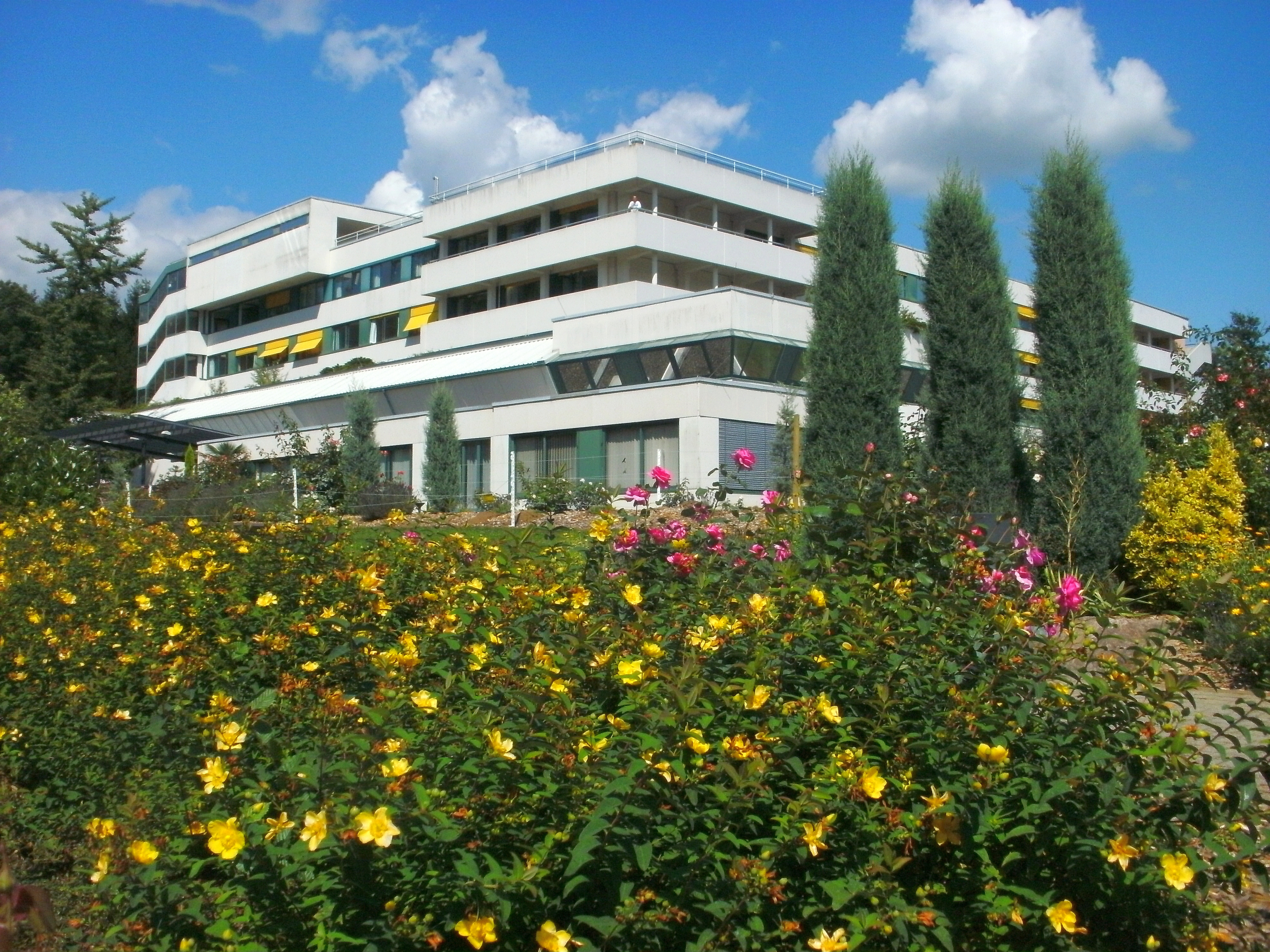
Kreiskrankenhaus Rheinfelden (Baden)

Das Kreiskrankenhaus Rheinfelden (Baden) war ein Krankenhaus in Rheinfelden, Baden-Württemberg. Es stand in der Trägerschaft der Kliniken des Landkreises Lörrach. Die Eröffnung erfolgte am 15. September 1975 und die Schließung am 19. April 2024, nach zirka 49 Jahren.

## Geschichte
Das Haus wurde im September 1975 mit den Abteilungen Innere Medizin und Chirurgie eröffnet. Die zur Einweihung angereiste Gesundheitsministerin Baden-Württembergs Annemarie Griesinger nannte das Haus „Stätte, an der menschliche Wärme vorherrscht“. 1977 wurde das Krankenhaus um die Fachabteilung Orthopädie ergänzt, die Hans Rudolf Henche, Pionier der Kniegelenksarthroskopie in Deutschland, begründete und zu überregionalem Ruf verhalf (heute Klinik für Orthopädische Chirurgie).
Errichtet als Krankenhaus der Leistungsstufe II nach dem Krankenhausbedarfsplan von Baden-Württemberg, stand das Krankenhaus schon von Beginn an in der Kritik. Zum einen wegen der Billigbauweise. So wies das Fundament schon kurz nach der Eröffnung Risse auf. Zum andern wegen der chronischen personellen Unterbesetzung.
Neben dem Krankenhaus wurde auch ein Bau für Mitarbeiterwohnungen errichtet, das so genannte Schwesternwohnheim. Weil sich die Mängel häuften und auch sanitäre Bereiche etwa durch Rohrbrüche betroffen waren, wurde im September 2011 allen Mietern gekündigt. Das Wohnheim steht seither leer und konnte auch nicht als Zwischenlösung zur Unterbringung von Flüchtlingen genutzt werden, da zwischenzeitlich die örtliche Feuerwehr das Gebäude zu Übungszwecken genutzt hat und dementsprechend wurden Einbauteile wie Böden, Schränke und Türen teilweise zerstört oder erheblich beschädigt. Bürgermeisterin Diana Stöcker meint, dass nur noch ein Abriss in Frage kommt. Abgerissen wird das Gebäude nicht, da die Abbruchkosten bei 400.000 Euro liegen, die der Träger der Kreiskliniken nicht aufbringen möchte. Vielmehr möchten die Kreiskliniken das Areal mit dem Schwesternwohnheim an die Stadt Rheinfelden verkaufen. Diese denkt über den Kauf nach, um das Areal als Wohngebiet zu erschließen.
Von Beginn an wurde regelmäßig diskutiert, ob es das Kreiskrankenhaus Rheinfelden wirklich braucht. Die Befürworter meinen, für die Hochrheinregion sei das Haus eine wichtige Einrichtung zur gesundheitlichen Versorgung. Die Kritiker sehen das Krankenhaus wegen der Größe als unwirtschaftlich. Die Bevölkerung sei durch die Krankenhäuser der Region bereits gut versorgt. Weiter werden die schlechten Arbeitsbedingungen seit Anbeginn, die schlechte Bausubstanz und die kontinuierliche Beschwerden von Patienten aufgeführt. So soll im Zuge der Reformierung der Krankenhauslandschaft im Kreis Lörrach ein Zentralklinikum entstehen und bis zum Jahr 2025 die Kreiskrankenhäuser Lörrach, Rheinfelden und Schopfheim schließen. Am 24. November 2023 wurde bekannt gegeben, dass die Schließung des Kreiskrankenhauses Rheinfelden bereits vor 2025 und vor Eröffnung des Zentralklinikum erfolgen soll. Dies wurde in der Sitzung des Lörracher Kreistages vom 22. November 2023 beschlossen. Als Begründung für die vorzeitige Schließung nannte man finanzielle Probleme und dadurch entstehende Einsparmöglichkeiten. Die bestehenden Stationen sollen in die Kliniken Lörrach und Schopfheim integriert werden. Der Umzug sowie die endgültige Schließung erfolgten am 19. und 20. April 2024.

## Einrichtung
Im Jahre 2010 verfügte der Standort Rheinfelden über 165 Betten, davon 110 im Bereich Orthopädische Chirurgie, 55 im Bereich Innere Medizin.
Die Fachabteilungen des Rheinfelder Kreiskrankenhauses waren Onkologischer Schwerpunkt, Klinik für Orthopädische Chirurgie, Physiotherapie, Radiologie, Tages-Wochenklinik und Zentrallabor.
Der Standort Rheinfelden verfügte als einziges Krankenhaus des Landkreises über einen offenen Magnetresonanztomographen. In der Region bekannt war das Krankenhaus auch wegen seiner sogenannten „Grünen Damen“, ehrenamtlichen Helferinnen aus Rheinfelden und Umgebung.

## Todesfälle
Zwei Monate nach der Eröffnung kam es innerhalb kurzer Zeit zu mehreren Todesfällen unter den Patienten. Der ehemalige Krankenpfleger Reinhard Böse wurde verdächtigt, die Patienten getötet zu haben. Das Geständnis von Böse soll unter Zwang entstanden sein. Die tödlichen Injektionen sollen vielmehr die Ursache der schlechten Arbeitsbedingungen im Kreiskrankenhaus gewesen sein. Zu diesem Zeitpunkt hatte der Beschuldigte 41 Stunden lang nicht geschlafen.
Letztendlich wurde der Angeklagte Reinhard Böse wegen Körperverletzung mit Todesfolge bei sieben Patienten zu einer Gesamtfreiheitsstrafe von sieben Jahren verurteilt. Nach dem Urteilsspruch wurde der Haftbefehl gegen Böse aufgehoben und ein lebenslanges Verbot seines Krankenpflegeberufs ausgesprochen. Das Gericht sah ihn nicht als Mörder oder Totschläger an, sondern als Fahrlässigkeitstäter. Weiter stellte das Gericht fest, dass es damals auf dieser Intensivstation verwirrend zuging: Ärzte und Personal waren unerfahren, desorientiert, hatten Schwierigkeiten miteinander und machten ihrerseits schwere Fehler.
Im Verlauf des Prozesses wurden die Arbeitsbedingungen im Kreiskrankenhaus Rheinfelden immer wieder thematisiert. Die Kritiker sahen vor allem in den Arbeitsbedingungen die Ursache für die Fehlbehandlung der Patienten. So geriet eine Patientin zum Beispiel in Unterzucker, da ihr Blutzuckerwert nicht regelmäßig gemessen wurde. Zudem wurden die Werte in einem ungeeigneten Verfahren festgestellt. Einem anderen Patienten wurde anstatt des vorhandenen gutartigen Geschwürs im Mastdarm der gesamte Enddarm entfernt und infolgedessen ein künstlicher Darmausgang gelegt.
Die schlechten Arbeitsbedingungen wurden durch schlechte Bezahlung und Überbelegung mitverursacht. So fand eine Neubewertung der Arbeitsplätze statt, was für die Beschäftigten eine tarifliche Rückstufung bedeutete. Die Überbelegung durch Patienten wurde kaschiert, in dem zum Beispiel morgens drei Patienten aufgenommen wurden, die noch kein Bett haben, oder auf dem Flur liegen. Erst Nachmittags sind die Entlassungen. Auf dem Papier erscheint die Belegung zu Mitternacht.
In der Bachelor-Thesis „Patient*innentötungen durch Pflegepersonal“ wird auch die Arbeitsbelastung im Kreiskrankenhaus Rheinfelden erwähnt: „Nahezu von allen Mitarbeitern der verschiedenen Berufsgruppen in Rheinfelden [auf der Station  von  Reinhard Böse.] wurde geschildert, dass sich die hohe Arbeitsbelastung, die personelle Unterbesetzung, die fehlende Möglichkeit zur Einarbeitung negativ ausgewirkt habe. Der unzureichende Ausbildungsstand, das ‚Nicht-aufeinander-eingespielt-Sein‘ und das Fehlen eines eigenen Stationsarztes führten ebenfalls zu Spannungen auf der Intensivstation.“